# Tigertailz
Tigertailz – brytyjski zespół glam metalowy, założony w 1983 roku w Cardiff, w Walii przez Pepsi'ego Tate'a (bas), Jaya Peppera (gitara) i Iana Welsha (perkusja).

## Historia
Tigertailz był jednym z ekstremalnych przedstawicieli glam metalu. Image sceniczny zespołu (makijaż, świecące stroje itp.) przyprawił o niemały szok ówczesną, skierowaną na NWOBHM scenę brytyjską. Ich teksty traktują głównie o miłości, zabawie, seksie i rock n' rollu, jak to zwykle w przypadku tego typu wykonawców. Zespół ten od początków istnienia przeszedł wiele zmian personalnych, aż w końcu w 1985 roku po dołączeniu nowego wokalisty Steeviego Jaimza (właśc. Steven James) skład ustalił się: Steevi Jaimz (wokal) - Jay Pepper (gitara) - Pepsi Tate (bas) - Ace Finchum (perkusja). W 1987 roku grupa zarejestrowała pierwszy album Young & Crazy, który jednak przeszedł bez echa. Dopiero 3 lata później, w 1990 roku, zespół wypuścił płytę "Bezerk" (na której zaśpiewał już inny wokalista Kim Hooker). Do dzisiaj Bezerk jest uznawane za najlepsze dzieło w karierze, głównie dzięki największemu przebojowi Tigertailz - "Love Bomb Baby". Rok później wyszedł album Banzai. Jest to ciekawy zbiór b-side'ów zespołu, na którym ukazał się też premierowy materiał (m.in. nowa, lepsza wersja "Living Without You").

## Dyskografia

### Tigertailz
- Young & Crazy (1987)
- Bezerk (1990)
- Banzai! (1991)
- Wazbones (1995)
- You Lookin' At Me? The Best Of Live (1996)
- Bezerk 2.0 (2006)
- Thrill Pistol (2007)
- Bezerk Live: Burnin' Fuel (2011)
- Lost Reelz (2015)

### Jaimz and Finchum's Tigertailz
- Original Sin (2003)
- King Of The World (2003)

## Członkowie Zespołu
- Pepsi Tate (bas) - 1983 - 1996, 2003 - ?
- Jay Pepper (gitara) - 1983 - 199?, 2003 - ?
- Ace Finchum (perkusja) - 1985 - 199?
- Steevi Jaimz (wokal) - 1985 - 1988
- Kim Hooker (wokal) - 1989 - 1996, 2003 - ?
- Ian Wlesh (perkusja) - 1983 - 1985
- Cy Danaher (gitara) - 1995 - 1996
- Andy Skinner (perkusja) - 1995 - 1996
- Matt Blackout (perkusja) - 2003 - ?
- Phil Harling (gitara/wokal) - 1983 - 1984
- Jim Dovey (wokal) - 1984 - 1985